# Аеджис (БИУС)
Аеджис (на английски: Aegis combat system; от на английски: aegis – егида, митичния щит или защитните доспехи на Зевс и Атина) е американска корабна многофункционална бойна информационно-управляваща система, представляваща интегрирана мрежа от корабни средства за мониторинг на обстановката, средства за поражение, такива като зенитните управляеми ракети SM-2 (от на английски: standard missile 2) и по-съвременните SM-3 (от на английски: standard missile 3), и средства за управление, формираща се на базата на широко внедряване на автоматизирани системи за управление на боя (АСБУ). Системата позволява да се приема и обработва информация от датчиците на други кораби и летателни апарати в съединенията и да дава целеуказания на техните пускови установки. Наименованието „Аеджис“ също носи и ЗРК, използван в състава на тази БИУС.
Понастоящем БИУС „Аеджис“ се използва от ВМС на САЩ, ВМС на Испания, Норвегия, Южна Корея, Австралия и Морските сили за самоотбрана на Япония (общо с нея са оборудвани над 100 кораба). Освен това, носещите тази система кораби на ВМС на САЩ ще бъдат използвани като корабен компонент на ЕвроПРО.

## История
Работите по създаване на перспективната система за бойно управление „Аеджис“, предназначена за унищожаване на самолети и ракетно оръжие от клас „въздух-кораб“ и „кораб-кораб“, започват през декември 1969 г. Опитният образец на системата е поставен на кораба USS Norton Sound (AVM-1) през 1973 г.
Първият кораб, снабден със системата „Аеджис“, ракетният крайцер от типа „Тикондерога“ USS Ticonderoga (CG-47), е зачислен в списъците на флота на 23 януари 1983 г. Установките за вертикален пуск (УВП) Мк 41 първи получава ракетния крайцер USS Bunker Hill (CG-52) („Банкер Хил“).
В последващите години система нееднократно е подлагана на дълбока модернизация с цел повишаване на ефективността на нейните информационно-разузнавателни и ударно-бойни съставляващи. Реализацията на дългосрочната програма за поставяне и модернизация на тази система е възложена едновременно на ВМС и Агентството по ПРО на САЩ, което е главния орган, отговорен за разработката, създаването и разгръщането на системата за ПРО на САЩ в глобален мащаб.
По данни на сайта на ВМФ на САЩ, към ноември 2013 г. САЩ имат 74 кораба, снабдени със системата „Аеджис“, от които 22 крайцера и 52 разрушителя. Дългосрочната корабостроителна програма на ВМС, която ще бъде реализирана в периода 2011 – 2041 финансова година, предвижда модернизация с указаната система до 84 такива кораба.

## Конструкция
Основен елемент на системата е РЛС за кръгов обзор AN/SPY-1 модификации A, В или D с четири пасивни фазирани антенни решетки с обща средна излъчвана мощност 32 – 58 кВт и импулсна мощност 4 – 6 МВт. Тя е способна да осъществява автоматично търсене, засичане, съпровождане на 250 – 300 цели и насочване по най-опасните от тях на до 18 ЗУР. Решението за поразяване на заплашващите кораба цели може да се взема автоматично.
Пуска на ракетите може да се осъществява от пускови установки с наклонен старт от типа Mk 26 (снети от въоръжение) и универсалните установки за вертикален пуск Мк 41, разположени под основната палуба на крайцерите и разрушителите, използвани като носители на системата.
Компютърните системи за управление и поддръжка при приемането на решения са ядрото на „Аеджис“. Те позволяват едновременно да се решават задачи на противовъздушната, противолодъчната (за борба с подводници) отбрани и да се нанасят удари по корабите на противника.

## Разработчици
Първоначалната разработка на системата AEGIS (Airborne Early Warning Ground Environment Integration Segment) започва от подразделението на компанията RCA, специализирано в ракетни системи и наземни радари (Missile and Surface Radar Division), което по-късно е закупено от компанията General Electric. Там разработката на системата продължава отделението Government Electronic Systems. През 1992 г. то и няколко други аерокосмически подразделения на компанията GE са продадени на компанията Martin Marietta, влязла през 1995 г. в корпорацията Lockheed Martin.
Американските кораби, снабдени с „Аеджис“, отначало използват ракетите Standard-2, понастоящем на някои от тях с ракети Standard-3.
Ако ракетите-прехващачи SM-2 Block IV се използват за поражение на балистични ракети в атмосферата на финалния етап от техния полет и тяхната бойна част е с осколъчен боезаряд с обикновено взривно вещество, то ракетата-прехващач SM-3 унищожава балистичните ракети, намиращи се в средната част от траекторията и летящи отвъд пределите на атмосферата, с помощта на кинетична бойна глава, т.е. чрез ударно-контактно взаимодействие.

## Изпитания
Изпитания по програмата „Аеджис“ започват през 2002 г. По състояние към 2014 г., са осъществени 29 успешни прихващания на цели.
- На 6 ноември 2007 г.: за първи път е изпълнено успешно прихващане на групова балистична цел. Двете цели са унищожени в резултат на пряко попадение на ракети SM-3 зад пределите на земната атмосфера, на височина около 180 км. Огъня се води от ракетния крайцер от типа „Тикондерога“ USS Lake Erie (CG-70) под управлението на „Аеджис“ версия 3.6.

- На 21 февруари 2008 г. ракета SM-3, пусната от ракетния крайцер USS Lake Erie (CG-70) в Тихия океан, поразява авариралия разузнавателен спътник USA-193 на височина 247 км.

- На 24 юни 2008 г.: успешни изпитания на ЗУР SM-6[9].

- 5 април 2011 г.: успешно прихващане на балистична ракета със средна далечина[4].

- 6 ноември 2014 г.: едновременно прихващане на две крилати и една балистична ракети над Тихия океан. Стрелбата се води от ракетния разрушител от типа „Арли Бърк“ USS John Paul Jones (DDG-53) в района на Хавайските острови[8].

## Бойно използване
- На 3 юли 1988 г. самолет Airbus A300B2-203 на авиокомпанията Iran Air, извършва редовен пътнически полет IR655 по маршрут Бандар Абас—Дубай над Персийския залив, е атакуван и свален с ракета „SM-2MR“ „земя-въздух“, изстреляна от ракетния крайцер „USS Vincennes (CG-49)“ на ВМС на САЩ. В резултат, самолетът се взривява във въздуха и отломките му падат в морето. Загиват всички намиращи се на борда на самолета 290 души – 16 члена на екипажа и 274 пътника (в т.ч. 65 деца). Американското правителство разглежда случката като военен инцидент и счита, че екипажа на крайцера е действал в съответствие с текущите обстоятелства. По-късно командира на крайцера е награден с „Орден на почета“ за успешната служба в периода от 1987 до 1989 г.

## Модификации на системата
Понастоящем се използва програмно осигуряване версия МБИУС Aegis 3.6.1 и усъвършенстваната версия 4.0.1.
В близките години ВМС и Агентството по ПРО на САЩ планират да поставят новите версии 5.0, 5.1 и 5.2, които ще имат и нови процесори за използване на ракетите-прихващачи SM-3. Агентството по ПРО на САЩ също осъществява модернизация и на самите противоракетни системи – разширяване на възможностите по следене на сложни балистични ракетни цели, усилване на функциите за активно иницииране на неизправност в програмното осигуряване на средствата за преодоляване на ПРО, поставени на МБР и БРПЛ на вероятния противник, разработка на противоракетни системи с морско базиране с голяма далечина на действие и ефективност.
- Aegis BMD 3.6.1 – 2008 г. – способна да сваля ракети с далечина на полета до 3500 км, ракета SM-3 Block IA;
- Aegis BMD 4.0.1 – 2014 г. – предполага се способност да сваля ракети с далечина на полета до 5500 км, ракета SM-3 Block IA/IB;
- Aegis BMD 5.0.1 – 2016 г. – предполага се способност да сваля ракети с далечина на полета до 5500 км, ракети SM-3 Block IA/IB и SM-6;
- Aegis BMD 5.1.1 – 2020 г. – предполага се способност да сваля ракети с далечина на полета до 5500 км, ограничена стрелба по МБР, ракети SM-3 Block IA/IB/IIA и SM-6;
- Aegis BMD 5.1.1 (4-та фаза) – 2022 г. – предполага се способност да сваля ракети с далечина на полета до 5500 км, ограничена стрелба по МБР, ракети SM-3 Block IA/IA/IB/IIB, SM-6.

## Тактико-технически характеристики
- Далечината на откриване на високо летящи въздушно-космически цели (ВЦ) при търсене в горната част на атмосферата е ограничен на 320 км.
- РЛС SPY-1 работи в дециметров диапазон, който много добре се отразява от водата, което създава многобройни смущения от собствените сигнали. Поради това Aegis има проблеми с откриването на ниско летящи цели (ПКР).

## Кораби носители
- САЩ Крайцерите от типа „Тикондерога“
- САЩ Разрушителите от типа „Арли Бърк“
- Япония Разрушителите от типа „Конго“
- Япония Разрушителите от типа „Атаго“
- Южна Корея Разрушителите от типа KDX-III
- Норвегия Фрегатите от типа „Фритьоф Нансен“
- Испания Фрегати тип „Алваро де Басан“

В перспектива радара се предполага да бъде поставен на разрушителите от типа „Хобарт“ (Австралия).